# Aulacorthum albimagnolia
Aulacorthum albimagnolia är en insektsart. Aulacorthum albimagnolia ingår i släktet Aulacorthum och familjen långrörsbladlöss. Inga underarter finns listade i Catalogue of Life.